# Ozarba scorpio
Ozarba scorpio là một loài bướm đêm trong họ Noctuidae.